# Takita Minoru

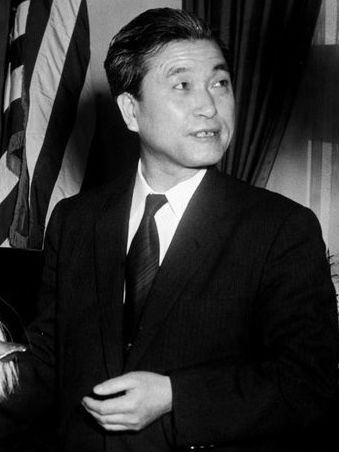
Takita Minoru

Takita Minoru (japanisch 瀧田 実; geboren 15. Dezember 1912 in Kosugi (Präfektur Toyama); gestorben 9. Dezember 2000) war ein japanischer Gewerkschaftsführer, der die Arbeitsbedingungen der Nachkriegszeit mitgestaltet hat.

## Leben und Wirken
Takita Minoru schloss 1931 seinen Ausbildung an der „Toyama kenritsu Takaoka kōgei kōtō gakkō“ (富山県立高岡工芸高等学校) im Fach Elektromechanik ab. Anschließend nahm er eine Beschäftigung bei dem Webereiunternehmen Nisshinbō, dem heutigen Nisshinbō Hōrudingusu auf.
Nach dem Zweiten Weltkrieg, als 1946 die „Nisshinbo Workers' Union“ (日清紡労働組合, Nisshinbō rōdō kumiai) gegründet wurde, wurde er Vizepräsident und zwei Jahre später Präsident. Im selben Jahr bemühte er sich um die Gründung der „All-Japan Textile Industry Trade Union Federation“ (全国繊維産業労働組合同盟), kurz „Zensen Alliance“ (全繊同盟, Zensen dōmei) und wurde deren Vorsitzender.
1950 beteiligte sich Takita an dem Zusammenschluss zum „Sōhyō“ (総評), des „Allgemeinen Japanischen Gewerkschaftsverbandes“. 1929 fusionierte er mit der „General Alliance“ (総同盟, Sōdōmei) zur „Zenrō Kaigi“ (全労会議) und wurde ihr erster Vorsitzender. 1965 wurde er Vizepräsident des „Internationalen Bundes Freier Gewerkschaften“. Nach der Gründung von „Zenrō“ beteiligte Takita sich persönlich am sogenannte „Ōmi -Seidenstreit“ und führte den Streik nach 106-Tage zum Sieg.
1962 wurde die „All Japan Workers' Union Conference“ (Daimu) durch die Vereinigung der drei Organisationen Zenrō, Sōdōmei und Zenkankō gegründet und wurde stellvertretender Vorsitzender und dann Vorsitzender. Er war viele Jahre als Führer der Arbeiterbewegung rechts positioniert, aktiv, ging 1972 in den Ruhestand.
Während dieser Zeit war Takita mehr als 20 Jahre lang Mitglied der „Central Labour Relations Commission“ (中央労働委員会) und stellvertretender Vorsitzender des „Japan Productivity Center“ (日本生産性本部). 1973 gründete er das „Institut für asiatische Sozialfragen“ (アジア社会問題研究所, Ajia shakaimondai kenkyūjo) und wurde dessen Direktor. Er fungiert auch als Berater der Japan Foundation. Zu seinen Veröffentlichungen gehören „Waga kaisō ― rōdō undō hitosuji ni“ (わが回想―労働運動ひとすじに) –„Meine Erinnerungen – In erster Linie die Arbeiterbewegung“ und „Kyokō no seisan“ (虚構の清算) – „Fiktive Liquidation“.
Takita wurde 1983 mit dem Orden des Heiligen Schatzes 1. Klasse aus gezeichnet. Seine Heimatort Kosugi ernannte ihn zum Ehrenbürger.